# Balclutha kuroiwae
Balclutha kuroiwae är en insektsart som beskrevs av Matsumura 1914. Balclutha kuroiwae ingår i släktet Balclutha, och familjen dvärgstritar. Inga underarter finns listade i Catalogue of Life.